# غیر باردار
غیر باردار (به انگلیسی: Unpregnant) فیلم کمدی-درام، جاده‌ای آمریکایی محصول سال ۲۰۲۰ به نویسندگی و کارگردانی ریچل لی گلدنبرگ است که بر اساس رمانی به همین نام نوشته تد کاپلان و جنی هندریکس ساخته شده‌است. هیلی لو ریچاردسون و باربی فریرا به همراه الکس مک نیکول، برکین مایر، جانکارلو اسپوزیتو، شوگر لین بیرد و بتی هو در این فیلم ایفای نقش می‌کنند.
فیلم در ۱۰ سپتامبر ۲۰۲۰ توسط HBO Max منتشر شد.

## داستان
این فیلم دربارهٔ یک نوجوان باردار به نام ورونیکا (ریچاردسون) است که متوجه می‌شود بدون اجازه والدینش نمی‌تواند در ایالت میسوری، سقط جنین کند و در ادامه دوست سابقش بیلی (فریرا) را متقاعد می‌کند تا با او به آلبوکرکی سفر کند.

## تولید
در ژوئن ۲۰۱۹، اعلام شد که HBO Max این فیلم را توزیع خواهد کرد و ریچل لی گلدنبرگ فیلمنامه‌ای از تد کاپلان و جنی هندریکس را بر اساس رمانی به همین نام کارگردانی می‌کند. گرگ برلانتی تحت عنوان برلانتی پروداکشنز تهیه‌کننده خواهد بود. در سپتامبر ۲۰۱۹، هیلی لو ریچاردسون و باربی فریرا به تیم بازیگران این فیلم پیوستند. در اکتبر ۲۰۱۹، استفانی برد نیز به تیم بازیگران فیلم پیوست.

### فیلمبرداری
تصویربرداری اصلی در ۱۵ اکتبر ۲۰۱۹، در آلبوکرکی، نیومکزیکو، آغاز شد و در ۱۹ نوامبر ۲۰۱۹ به پایان رسید

## انتشار
این فیلم در ۱۰ سپتامبر ۲۰۲۰ از شبکه HBO Max منتشر شد.

## بازخوردها
در راتن تومیتوز، این فیلم بر اساس ۴۳ نقد، امتیازی با میانگین ۶٫۸ از ۱۰ دارد و بالای ۹۱٪ محبوبیت دارد.
اجماع منتقدان این سایت چنین می‌گوید: «غیر باردار داستانی پیچ و تاب دار و جذاب در ژانر کمدی جاده ای ایجاد می‌کند - و با موضوع حساس آن با احساس برخورد می‌کند». در متاکریتیک، این فیلم بر اساس نقد ۱۱ منتقد، نمرهٔ میانگین ۶۱ از ۱۰۰ را دارد که نشان‌دهنده «بررسی‌های عمدتاً مطلوب» است.

### جوایز
غیر باردار نامزد جایزه رسانه ای GLAAD 2021 برای فیلم تلویزیونی برجسته شد.